# Failsworth
Failsworth est une ville du Grand Manchester, en Angleterre. Elle est située à 6 km à l'est-nord-est du centre de Manchester et à 4,7 km au sud-sud-ouest d'Oldham.

## Jumelage
- Landsberg am Lech (Allemagne)

## Personnalités liées à la ville
- Johnny Saint (1949-), lutteur anglais.
- Mike Atherton (1968-), joueur de cricket, capitaine légendaire de l'équipe d'Angleterre.
- Agyness Deyn (1983-), mannequin, actrice et chanteuse britannique.
- Jim Ratcliffe (1952-), ingénieur en chimie milliardaire britannique.

## Galerie d'images

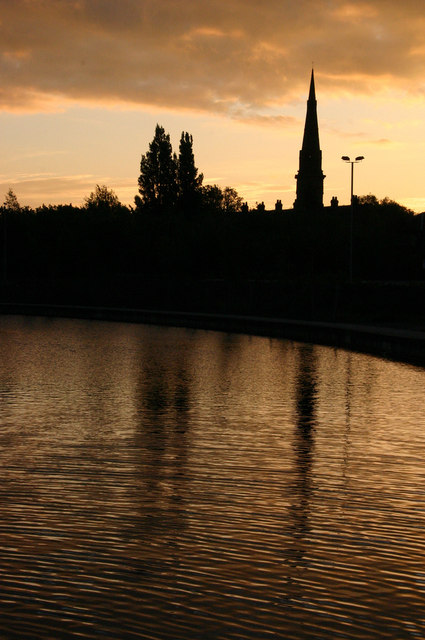
L'église paroissale Saint-Jean fondée en 1845.
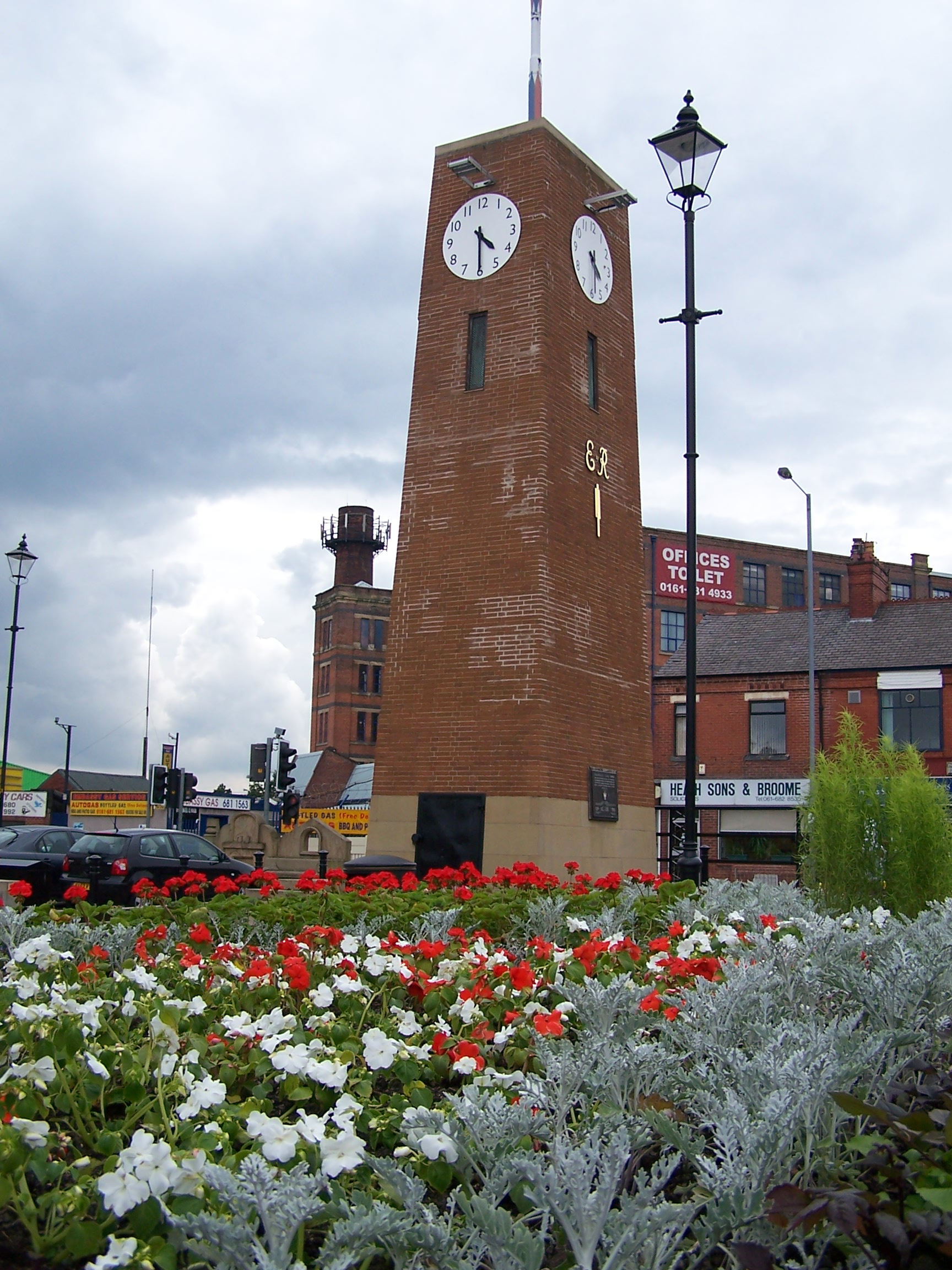
Le Failsworth Pole.
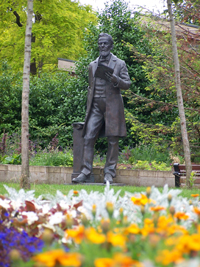
La statue de Benjamin Brierley (en) à Failsworth.